# YICグループ
専門学校YICグループは、山口県内を中心に専修学校等を展開する学校法人グループである。1990年に宇部市で開校した専門学校に始まる。「Your Institute of Community Education」を「YIC」略称する。3つの学校法人に専修学校10校、幼稚園1園がある。

## 設置している学校・幼稚園
- 学校法人YIC学院
  - YIC情報ビジネス専門学校（山口市）
  - YIC公務員専門学校（山口市）
  - YICビューティモード専門学校（山口市）
  - 専門学校YICリハビリテーション大学校（宇部市）
  - YIC看護福祉専門学校（防府市）
- 学校法人YIC学院 - 学校法人京都中央学院として2007年に認可され、2023年に名称変更[2]。
  - 〈専〉YIC京都工科自動車大学校（京都市下京区） - 2007年に京都中央工科専門学校として開校[3]。
  - YIC京都ビューティ専門学校（京都市下京区）
  - YIC京都ペット総合専門学校（京都市下京区）
  - YIC京都日本語学院（京都市下京区）
- 旧学校法人YIC学園 - 学校法人多々良学園の経営破綻時に幼稚園の受け皿として設立。2023年にYIC学院と合併。
  - 多々良幼稚園（防府市）
- 旧学校法人本田学園 - 1989年に認可され、2023年にYIC学院と合併。
  - 北九州調理製菓専門学校（北九州市小倉北区） - 1966年に北九州料理学校として設立。
  - YIC調理製菓専門学校（山口市） - 2023年に山口調理製菓専門学校から名称変更。

## 過去に設置していた学校
- YIC保育&ビジネス専門学校（光市） - 2021年3月閉校[4]
- YICキャリアデザイン専門学校（周南市） - 2022年3月閉校。